# Thymus capitatus
Thymus capitatus är en kransblommig växtart som först beskrevs av Carl von Linné, och fick sitt nu gällande namn av Johann Centurius von Hoffmannsegg och Heinrich Friedrich Link. Thymus capitatus ingår i släktet timjan, och familjen kransblommiga växter. Inga underarter finns listade i Catalogue of Life.